# Picardie (Gebäude)

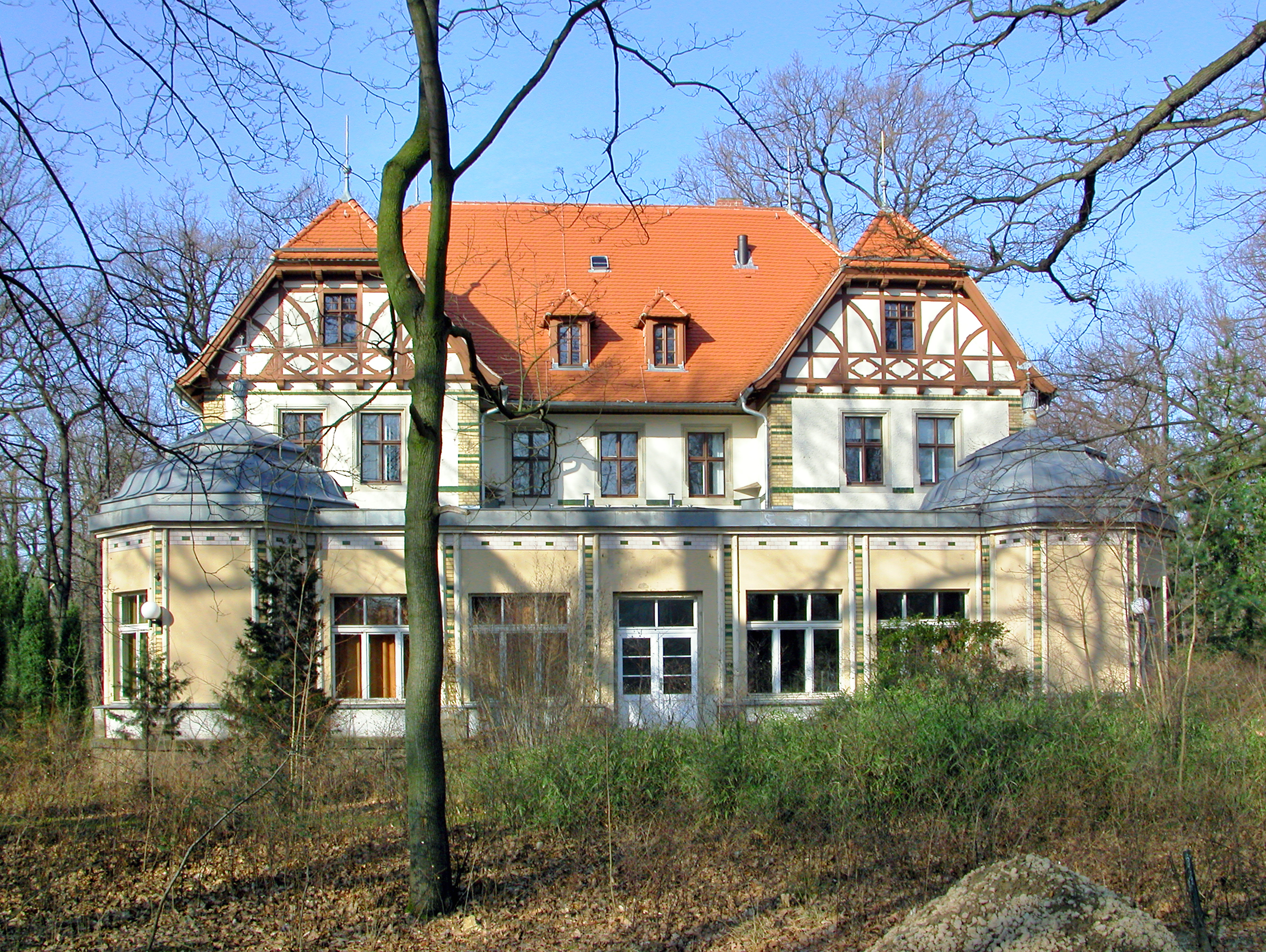
Der damals noch genutzte Nabeshima-Bau der TU Dresden (2008)

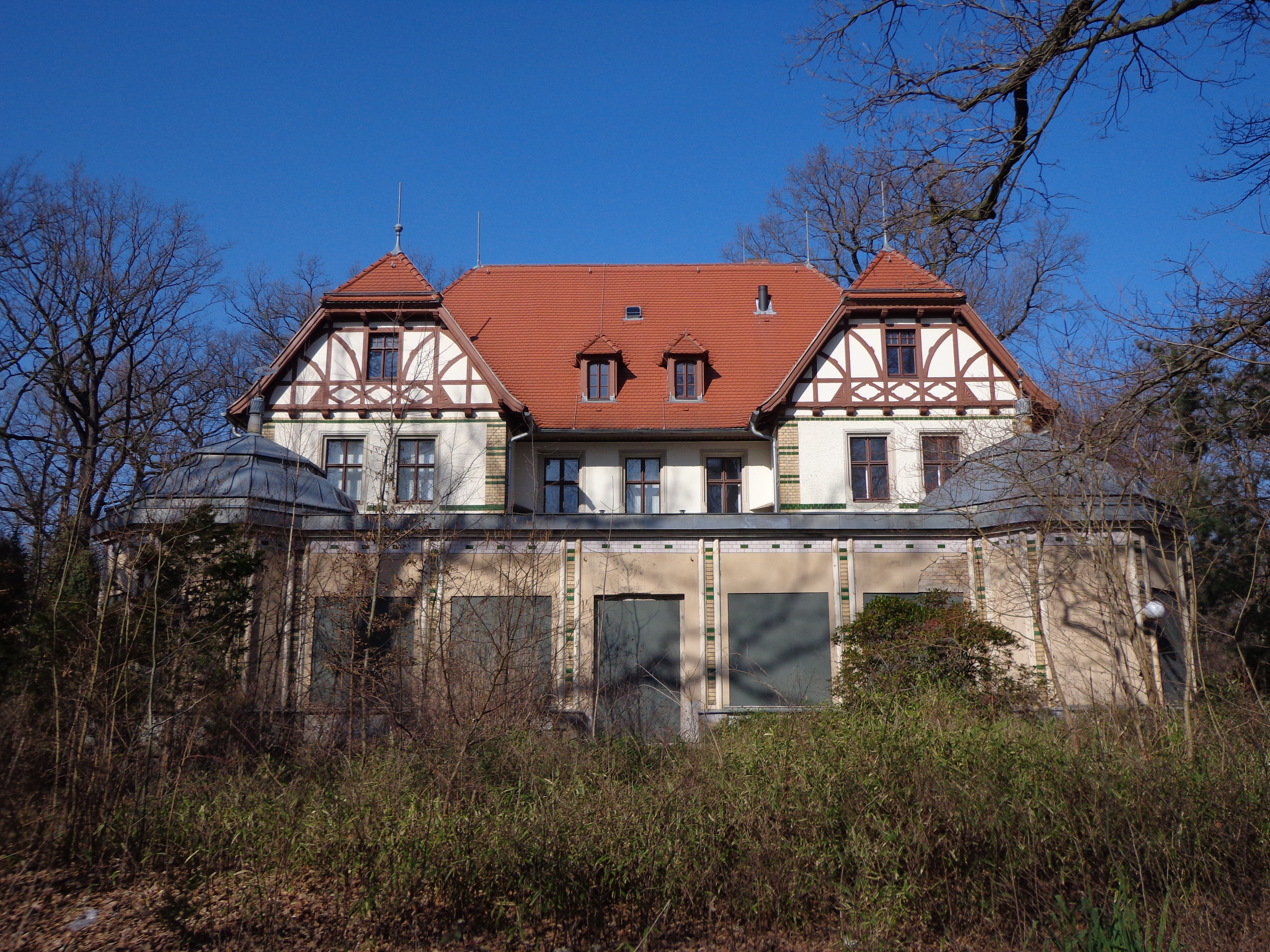
Die leergezogene Picardie 2014

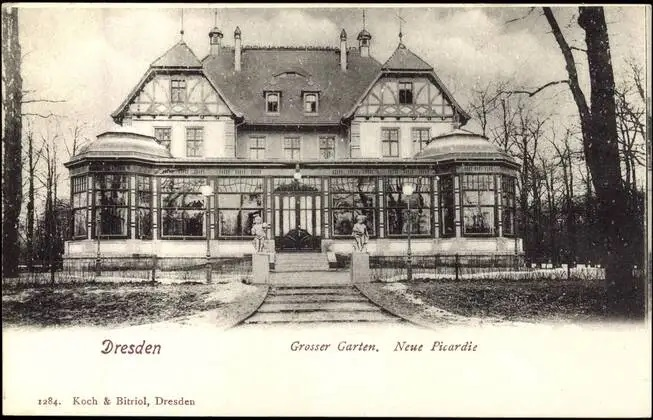
Die Picardie im Dresdner Großen Garten kurz nach Fertigstellung um 1900, gut erkennbar die Jugendstilverzierungen

Die Picardie (amtlich: Pikardie) ist ein denkmalgeschütztes Gebäude an der Ostseite des Dresdner Großen Gartens. Die seit dem 18. Jahrhundert populäre und um 1935 geschlossene Gastwirtschaft wurde nach Eigentümerwechsel an den Schneider Carl Pickard 1833 in Anlehnung an die französische Landschaft vom Volksmund Picardie getauft. Dieser umgangssprachliche Name fand Eingang in das amtliche Kartenwerk mit der noch heute bestehenden Straßenbenennung An der Pikardie im Dresdner Stadtteil Gruna. Die von 1982 bis 2010 gebrauchte Bezeichnung Nabeshima-Bau der TU Dresden ist in der Umgangssprache nie richtig wahrgenommen worden.

## Geschichte
Um 1715 wurde die „Königliche Fasanerie“ vom Ostra-Vorwerk auf die Flächen des Dorfes Gruna verlegt und diese Fläche dem im Entstehen begriffenen Dresdner „Großen Garten“ zugeschlagen. Eine 2,5 Meter hohe Mauer mit vier Toren (und zugehörigen Torhäusern) zum Schutz der Fasanen wurde errichtet. Wie in allen Torhäusern durften sich die „Torwächter“ ihr kleines Salär durch den Ausschank von Bier, Milch und einfachen Speisen aufbessern. Nach der Schlacht bei Dresden 1813 wurde die Fasanenzucht eingestellt und die in den Kämpfen stark zerstörte Mauer endgültig abgetragen. Gleichwohl blieb im östlichsten der Torhäuser der Ausschank erhalten, obwohl dieses „Torwächterhaus“ seine eigentliche Funktion völlig verloren hatte.
1832 kaufte der in Dresden ansässige Bürger, Hausbesitzer und Schneider Carl Pickard das im Abriss befindliche Gebäude und ließ ein ansehnliches Restaurant errichten: Bereits im Jahr 1833 firmierte Pickard als „Hausbesitzer und Coffetier im Großen Garten“. Pickard hatte eine glückliche Hand, und der als „freundlicher Gastort“ (zit. nach Dubbers) bekannte ehemalige Platz des Torwärterhauses führte dazu, dass bei Pickard buntes Leben herrschte: Konzerte, Tanztees und mehr oder weniger anspruchsvolle Varietéeveranstaltungen fanden statt. Der Volksmund machte aus „Pickard“  »Die Picardie«.
Deren Geschäftsfeld vergrößerte sich, als Ende des 19. Jahrhunderts auf Kosten Grunaer Felder der Große Garten erweitert wurde und seine heutige nordöstliche Begrenzung erhielt: 1890 kamen die „Grunaer Anlagen“ hinzu, 1892/93 wurde der Neuteich angelegt, die Haupt- und die Herkulesallee wurden nun endgültig angelegt. Das alles wurde zum beliebten Picknick- und Ausflugsziel, ganz besonders aber für die anliegenden Stadtteile Gruna und Strehlen.
Um 1900 wurde das Gebäude von 1833 durch den Besitzer F. Wilop komplett umgebaut und erhielt zwei straßenseitige, mit Zierfachwerk versehene Giebel sowie eine vorgebaute Aussichtsveranda (Wintergarten) mit zwei kupferbeschlagenen Ecktürmen. Die Picardie erhielt 1906 ihre „amtliche Verewigung“ als Pikardie: Eine halbkreisförmige Straße am östlichen Eingang zur Hauptallee des Großen Gartens erhielt in diesem Jahr den Namen An der Pikardie, der auch heute noch so existent ist.
In der Mitte der 1930er Jahre wurde das Restaurant geschlossen, im Zweiten Weltkrieg wurde es zeitweise als Lazarett genutzt.
Während der Luftangriffe auf Dresden wurde das Gebäude zerstört. Wann es in das Eigentum des Landes Sachsen übergegangen ist, ist derzeit unbekannt, 1946 jedenfalls ordnete die Landesverwaltung den Wiederaufbau zur Nutzung durch das Staatsinstitut für landwirtschaftlichen Unterricht an. 1947 lässt sich die Nutzung durch das Institut für Boden- und Wasserwirtschaft der TH Dresden nachweisen.

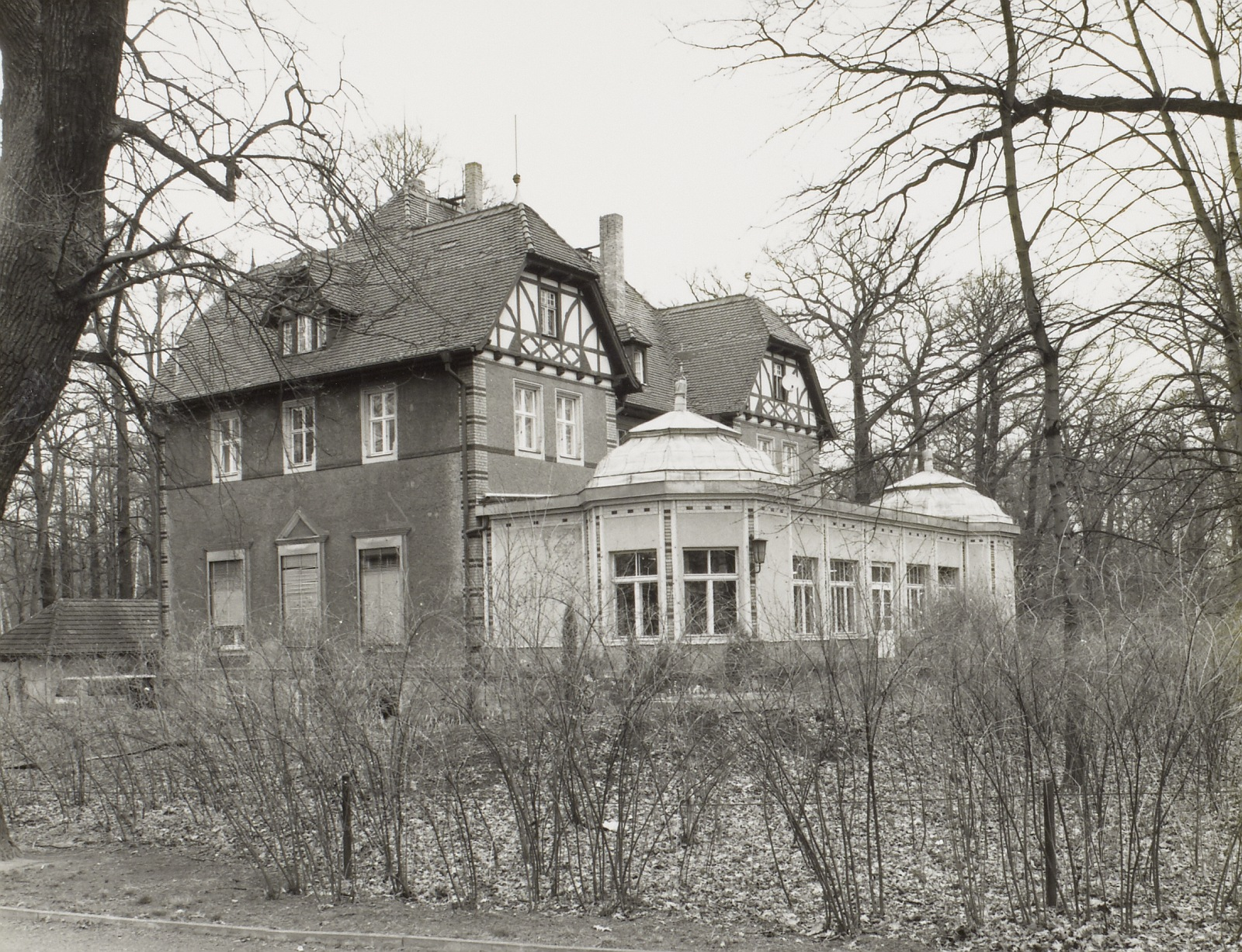
Ansicht 1993

1982 erhielt die Picardie den offiziellen Namen „Nabeshima-Bau der TU Dresden“ zu Ehren des japanischen Porzellanforschers und Ehrendoktors der TU, Nabeshima Naotsugu (1912–1981). Das von der Technischen Universität bis 2010 als Institut für Grundwasserwirtschaft genutzte Gebäude wurde 2002 bis 2004 am Dach und an der Fassade saniert, jedoch 2010 leergezogen und gegen Vandalismus gesichert. Die Verwaltung ging von der TU Dresden an den Staatsbetrieb Sächsisches Immobilien- und Baumanagement (SIB) über.
Nach fast 14 Jahren Leerstand wurde Anfang 2024 bekannt, dass in die Picardie die Zentralverwaltung der „Staatliche Schlösser, Burgen und Gärten Sachsen gGmbH“ einziehen soll. Dazu wird zunächst das Gebäude in Teilen (Treppenhaus, 1. Obergeschoss) wieder nutzbar gemacht. Zunächst erfolgten die Entkernung und Beräumung, danach folgen Ausbau und Instandsetzung. Im Spätsommer 2024 sollte der Einzug erfolgen.